# Ostravak (politické hnutí)
Ostravak je ostravské politické hnutí, které vzniklo těsně před volbami 2010 do obecního zastupitelstva z důvodu: „klientelismu, arogance moci, neodbornosti, nerespektování práva, neúčelného a nehospodárného nakládání s ostravským majetkem“. Ostravak hnutí občanů vzniklo z občanského sdružení Žijeme ve městě – Naše Ostrava.

## Hlavní cíle
Jedním z hlavních cílů vzniku hnutí bylo narušit stávající velkou koalici ČSSD a ODS, která podle hnutí často nerespektuje zájmy občanů města.

## Volby
Kromě komunálních a senátních voleb se hnutí Ostravak voleb neúčastní.
Ve volbách do obecního zastupitelstva 2010 Ostravak kandidoval pouze do magistrátu města Ostravy (zisk 10 mandátů) a do Moravské Ostravy a Přívozu (zisk 10 mandátů). V Moravské Ostravě a Přívozu byl zisk hnutí lepší než výsledek ODS (8 mandátů) a ČSSD (9 mandátů).
V senátních volbách v roce 2012 byl v obvodu Ostrava-město zvolen Leopold Sulovský kandidující za občanské hnutí Ostravak.
V senátních volbách v roce 2018 Leopold Sulovský obhájil post senátora se ziskem 59,89 % hlasů.

## Volební výsledky

### Zastupitelstvo Ostravy
| Volby | Hlasy   | Hlasy | Mandáty | Mandáty | Pozice | Postavení |
| Volby | Počet   | %     | Počet   | ±       | Pozice | Postavení |
| ----- | ------- | ----- | ------- | ------- | ------ | --------- |
| 2010  | 694 207 | 16,0  | 10/55   | ▲10     | ▲3.    | Opozice   |
| 2014  | 477 259 | 13,8  | 10/55   | ▬0      | ▬3.    | Koalice   |
| 2018  | 447 207 | 11,5  | 7/55    | ▼3      | ▲2.    | Koalice   |
| 2022  | 489 598 | 12,6  | 8/55    | ▲1      | ▼3.    | Koalice   |

### Zastupitelstva městských častí v Ostravě
| Volby | Hlasy   | Hlasy | Mandáty | Mandáty | Mandáty |
| Volby | Počet   | %     | Počet   | ±       | %       |
| ----- | ------- | ----- | ------- | ------- | ------- |
| 2010  | 80 788  | 2,9   | 10/443  | ▲10     | 2,3     |
| 2014  | 320 012 | 15,0  | 45/445  | ▲35     | 10,1    |
| 2018  | 297 157 | 12,1  | 38/443  | ▼7      | 8,6     |
| 2022  | 274 392 | 11,0  | 40/441  | ▲2      | 9,1     |

### Senát

#### Obvod č. 71 – Ostrava-město
| Volby | Kandidát         | První kolo | První kolo | První kolo | Druhé kolo | Druhé kolo | Druhé kolo |
| Volby | Kandidát         | Hlasy      | v %        | Výsledek   | Hlasy      | v %        | Výsledek   |
| ----- | ---------------- | ---------- | ---------- | ---------- | ---------- | ---------- | ---------- |
| 2012  | Leopold Sulovský | 8 364      | 31,8       | 1.         | 9 232      | 58,5       | Vyhrál     |
| 2018  | Leopold Sulovský | 6 178      | 24,8       | 1.         | 4 906      | 59,9       | Vyhrál     |

#### Obvod č. 72 – Ostrava-město
| Volby | Kandidát                     | První kolo                   | První kolo                   | První kolo                   | Druhé kolo                   | Druhé kolo                   | Druhé kolo                   |
| Volby | Kandidát                     | Hlasy                        | v %                          | Výsledek                     | Hlasy                        | v %                          | Výsledek                     |
| ----- | ---------------------------- | ---------------------------- | ---------------------------- | ---------------------------- | ---------------------------- | ---------------------------- | ---------------------------- |
| 2014  | Radim Žebrák                 | 4 605                        | 16,0                         | 3.                           | nepostoupil                  | nepostoupil                  | nepostoupil                  |
| 2020  | Ostravak se voleb neúčastnil | Ostravak se voleb neúčastnil | Ostravak se voleb neúčastnil | Ostravak se voleb neúčastnil | Ostravak se voleb neúčastnil | Ostravak se voleb neúčastnil | Ostravak se voleb neúčastnil |

## Sponzorství
Ostravak od svého vzniku dostal dary od občanů ve výši 3 604 700 Kč. Podle Marka Stoniše z Reflexu Ostravak občanské hnutí slouží k prosazení zájmů podnikatele Lukáše Semeráka, předsedy představenstva a spolumajitele realitní společnosti S.P.I. Holdings, který je největším dárcem hnutí.